# Пів долара (Франклін)
Пів долара (Франклін) (англ. Franklin half dollar) — розмінна монета США вартістю 50 центів, випускалася для обігу у 1948–1963 роках. Монета карбувалася зі срібла 900 проби.

## Історія
Своїй назві монета зобов'язана зображенню портрета Бенджаміна Франкліна — одного з лідерів війни за незалежність і засновників США, політичного діяча, дипломата, вченого, письменника, журналіста, видавця.
Монета прийшла на заміну номіналу в 50 центів з зображенням Свободи яка йде (карбувалася у 1916–1947 роках). У зв'язку з вбивством президента Джона Кеннеді 22 листопада 1963 року у Далласі, було вирішено замінити цю монету на номінал 50 центів (Кеннеді).
Монета карбувалася великими тиражами на трьох монетних дворах США (у Філадельфії, Денвері і Сан-Франциско), загальною кількістю понад 500 мільйонів екземплярів, у зв'язку з цим монета особливої колекційної цінності не має.
Їх позначення розташовується на реверсі (невелика буква над дзвоном):
- Відсутній — монетний двір Філадельфія, штат Пенсільванія;
- D — монетний двір Денвер, штат Колорадо;
- S — монетний двір Сан-Франциско, штат Каліфорнія.

## Тираж
| Рік  | Філадельфія            | Денвер     | Сан-Франциско |
| ---- | ---------------------- | ---------- | ------------- |
| 1948 | 3 006 814              | 4 028 600  |               |
| 1949 | 5 614 000              | 4 120 600  | 3 744 000     |
| 1950 | 7 793 509 (51 386)     | 8 031 600  |               |
| 1951 | 16 859 602 (57,500)    | 9 475 200  | 13 696 000    |
| 1952 | 21 274 073 (81 980)    | 25 395 600 | 5 526 000     |
| 1953 | 2 796 820 (128 800)    | 20 900 400 | 4 148 000     |
| 1954 | 13 421 502 (233 300)   | 25 445 580 | 4 993 400     |
| 1955 | 2 876 381 (378 200)    |            |               |
| 1956 | 4 701 384 (669 384)    |            |               |
| 1957 | 6 361 952 (1 247 952)  | 19 966 850 |               |
| 1958 | 4 917 652 (875 652)    | 23 962 412 |               |
| 1959 | 7 349 291 (1 149 291)  | 13 053 750 |               |
| 1960 | 7 715 602 (1 691 602)  | 18 215 812 |               |
| 1961 | 11 318 244 (3 028 244) | 20 276 442 |               |
| 1962 | 12 932 019 (3 218 019) | 35 473 281 |               |
| 1963 | 25 239 645 (3 075 645) | 67 069 292 |               |

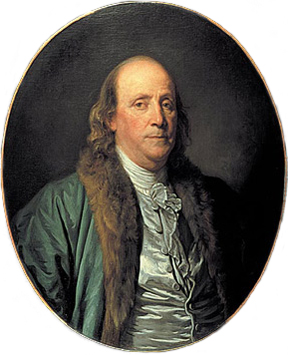
Бенджамін Франклін

(У дужках позначена кількість монет якості пруф)

## Опис

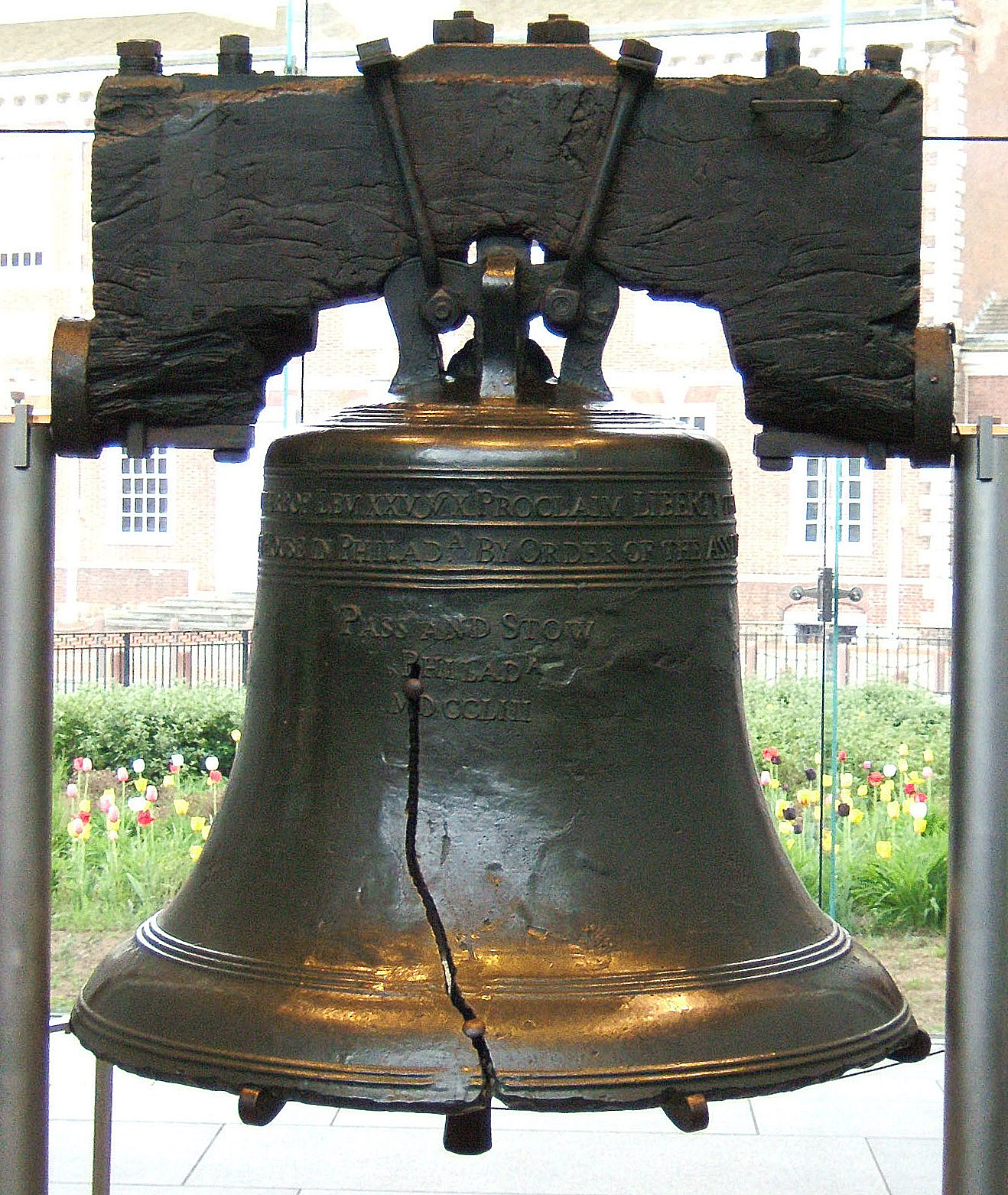
Дзвін Свободи

Одним з варіантів монети, є так звана монета з помилкою «BUGS BUNNY». Її поява пов'язана з помилкою у виробництві штемпеля. У результаті в 1955 році у Філадельфії викарбувані монети, на аверсі яких у Франкліна є як би виступаючий зуб.

### Аверс
Зображення погрудного портрету у профіль Бенджаміна Франкліна повернутого праворуч, зверху по краю напис півколом «LIBERTY», знизу по краю напис півколом «IN GOD WE TRUST» — «У Бога ми віруємо», праворуч поряд з портретом по центру позначення року випуску.

### Реверс
На реверсі монети розташовується зображення Дзвону Свободи — одного із символів американської історії боротьби за незалежність і одночасно символів рідного міста Франкліна Філадельфії. Над дзвоном можуть розташовуватися літери D або S, що свідчить про карбування на монетному дворі Денвера або Сан-Франциско. Праворуч від дзвону знаходиться невелике зображення білоголового орлана — геральдичного символу США. Зображення орлана було обов'язковим за законом, який передбачав обов'язковою його наявність на будь-якій срібній монеті США номіналом більш ніж 10 центів. Іронічним є і те, що свого часу Франклін виступав категорично проти застосування орлана як символу США, пропонуючи «більш благородну птицю» індичку. Зліва від дзвону розташований напис «E PLURIBUS UNUM» — «У безлічі єдині», знизу півколом позначення номіналу монети «HALF DOLLAR», а зверху «UNITED STATES OF AMERICA».